# Antoine Bourdin
Pour les articles homonymes, voir Bourdin.
Pas d'image ? Cliquez ici

a Compétitions nationales et continentales officielles uniquement.

Antoine Bourdin, né le 31 août 1981, est un joueur français de rugby à XV évoluant au poste de deuxième ligne.

## Biographie
Issu de la filière de formation de Columerine (1996/2003), c'est au CA Périgueux alors en Pro D2 qu'il signe son premier contrat professionnel.
Il s'engagera ensuite au Stade bordelais (Pro D2) pendant 2 saisons.
Viendront ensuite Limoges (Pro D2), Narbonne (Pro D2), puis Lannemezan (Pro D2) saison noire ou il connaîtra une succession d'opérations (genou, talon).
C'est en Fédérale 1, à L'AS Mâcon, qu'il viendra chercher du temps de jeu pour relancer sa carrière.
Après une saison pleine, l'opportunité de "boucler la boucle" lui est proposée. Il rejoint l'US Colomiers en Fédérale 1 et connaîtra la joie de la montée en Pro D2 et le titre de champion de France Fédérale 1.
Blessé aux cervicales en octobre 2013, et après plusieurs interventions chirurgicales, il est contraint de mettre un terme à sa carrière en octobre 2014.
En 2015 il fait ses débuts dans l'entraînement avec les moins de 15 de Colomiers rugby (champion de France). 
En 2016, il devient entraîneur des avants de l'Avenir castanéen rugby en Fédérale 1 au côté de Nicolas Le Roux, entraîneur des arrières. En janvier 2017, Nicolas Le Roux quitte Castanet pour rejoindre le staff du rugby à 7 à la Fédération française de rugby, c'est alors  Jean-Louis Bouladou qui devient entraîneur des arrières à ses côtés. 
En 2017 il prend en charge l'entraînement des avants du FCTT tout jeune promu en Fédérale 2.